# Puggy Pearson
Walter Clyde 'Puggy' Pearson (Adairville (Kentucky), 29 januari 1929 - Las Vegas (Nevada), 12 april 2006) was een professionele pokerspeler uit de Verenigde Staten. In 1973 werd hij wereldkampioen door het Main Event van de World Series of Poker te winnen. Op de World Series of Poker 1973 werd hij bovendien de eerste pokeraar ooit die tijdens één jaargang drie WSOP-toernooien won.
Pearson werd in 1987 opgenomen in de Poker Hall of Fame.

## World Series of Poker bracelets
| Jaar | Toernooi                                    | Prijs    |
| ---- | ------------------------------------------- | -------- |
| 1971 | Limit Seven Card Stud                       | $10.000  |
| 1973 | $10.000 No Limit Hold'em World Championship | $130.000 |
| 1973 | $1.000 No Limit Hold'em                     | $17.000  |
| 1973 | $4.000 Limit Seven Card Stud                | $32.000  |

Moss (3) · Slim · Pearson · Roberts · Brunson (2) · Baldwin · Fowler · Ungar (3) · Straus · McEvoy · Keller · Smith · Johnston · Chan (2) · Hellmuth · Matloubi · Daugherty · Dastmalchi · Bechtel · Hamilton · Harrington · Seed · Nguyen · Furlong · Ferguson · Mortensen · Varkonyi · Moneymaker · Raymer · Hachem · Gold · Yang · Eastgate · Cada · Duhamel · Heinz · Merson · Riess · Jacobson · McKeehen · Nguyen · Blumstein · Cynn · Ensan · Salas · Aldemir · Jørstad  · Weinman · Tamayo